# Пуусеп, Наталья Ивановна
Наталья Ивановна Пуусеп (в замужестве Митрович; род. 16 июня 1973, Омск) — советская гимнастка, чемпионка мира и Европы. Заслуженный мастер спорта СССР.

## Биография
Училась в 120-й школе.
Выпускница ОГИФК.
Воспитанница Веры Ефремовны Штельбаумс.
На Кубке Европы 1990 года в Брюсселе в двух видах многоборья заняла первое место и одержала победу в составе команды в групповых упражнениях. Также стала чемпионкой Европы в Гётеборге.
В следующем году стала двукратной чемпионкой мира в упражнениях с шестью лентами и тремя скакалками/тремя мячами.
Уйдя из спорта, вышла замуж и уехала за границу. Сейчас она живёт в городе Ниш, Сербия.

## Награды
- Победительница мемориала Горенковой[2]
- Победительница Кубка мира в групповых упражнениях в (1990)
- Чемпионка Европы в групповых упражнениях (1990)
- Чемпионка мира в групповых упражнениях (1990)